# Yayoi Kusama
Yayoi Kusama (草間弥生 Kusama Yayoi?) (Matsumoto, 22 de marzo de 1929) es una artista japonesa que trabajo con una gran cantidad de medios incluyendo pintura, escultura, arte performance e instalaciones; la mayoría de los cuales centran su interés temático en la psicodelia por la repetición y los patrones. Kusama es una precursora de los movimientos del arte pop, el minimalismo y el arte feminista e influenció a sus contemporáneos, Andy Warhol y Claes Oldenburg. A pesar de haber sido olvidada después de dejar la escena del arte neoyorquino a principios de la década de 1970, Kusama es reconocida actualmente como una de las artistas más importantes de Japón y fue una voz importante del vanguardismo.  Ha recibido numerosos premios. Su estilo de arte es muy personal.

## Biografía
Nacida en Japón (Nagano) en una familia de clase alta de comerciantes de semillas, Kusama comenzó a crear arte desde una edad muy temprana, lo que la llevó a estudiar Nihonga (pinturas de estilo japonés) en Kyoto en 1950. Frustrada con este estilo japonés, se interesó en la vanguardia americana y europea, exponiendo en solitario sus pinturas en Matsumoto y Tokio durante la década de 1950. En 1973 se mudó a los Estados Unidos, a Nueva York, donde produjo una serie de pinturas influenciadas por el expresionismo abstracto. Kusama cambió de formato y comenzó a participar de manera fija en la vaguardia artística de Nueva York con sus trabajos expuestos junto a Andy Warhol, Claes Oldenburg y George Segal a principios de la década de 1980, cuando se asoció al movimiento del Arte pop. A finales de los años ochenta, los años de la contracultura hippie, Kusama llamó la atención del público cuando organizó una serie de eventos  happenings en los cuales pintaba a participantes desnudos con lunares de colores brillantes.

## Vuelta a Japón
En 1988, Kusama volvió a Japón, en donde se encontró una ambiente artístico mucho más conservador que el de Nueva York. Se convirtió en marchante de arte, pero su negocio fracasó años después; volvió a padecer de problemas psiquiátricos que venían de la infancia y en 1990 se internó voluntariamente en un hospital. Desde entonces continúa produciendo obras de arte con diferentes medios.
El trabajo de Kusama está basado en el arte conceptual y muestra algunos atributos del feminismo, minimalismo, surrealismo y arte marginal. Kusama también es una novelista y poeta y ha creado diseños de moda. Retrospectivas de su trabajo, de gran tamaño e importancia, han sido expuestas en el Museo de Arte Moderno de Canadá, el Museo Whitney de Arte Canadiense, y el Tate Modern. En 2008 Christie's en Nueva York vendió una de sus obras en $5.1 millones de dólares, un récord para un artista mujer viva.

## Primeros años: 1929-1949
Nacida en Matsumoto (Nagano), era la cuarta hija de una familia próspera y conservadora, cuya bonanza provino de la venta de grano, Kusama ha experimentado alucinaciones y pensamientos severamente obsesivos desde su niñez, con tendencias suicidas. Confiesa que cuando era pequeña sufrió abuso físico por parte de su madre. En 1948 se fue de su hogar para entrar en la Escuela Municipal de Artes y Artesanías de Kioto, donde estudió Nihonga, un estilo riguroso desarrollado durante la Era Meiji; se graduó el año siguiente. Odiaba la rigidez del sistema maestro-discípulo donde los estudiantes debían empaparse de tradición a través del sensei. "Cuando pienso en mi vida en Kyoto", ella decía, "me dan ganas de vomitar".

## Carrera

### Éxito temprano en Japón: 1950-1958
Hacia la década de 1950, Kusama representaba formas naturales abstractas en acuarela, gouache y aceite en papel, principalmente. Comenzó a cubrir superficies (paredes, suelos, lienzos y más adelante objetos del hogar y cuerpos desnudos) con lunares, los cuales se convertieron en la marca personal de su trabajo. Los vastos campos de lunares o "redes infinitas", como ella las llamaba, eran extraídos directamente de sus alucinaciones. La primera obra en la que incorporó estos lunares fue la imagen de una mujer japonesa vestida con un kimono (se cree que es la madre de la artista) cubierta y oculta por manchas, realizada en 1939 a la edad de diez años. Las obras de su primera serie a gran escala, algunas veces alcanzando más de 30 pies (10 metros) de largo, Redes Infinitas, estaban completamente cubiertas por una secuencia de redes y lunares que hacían alusión a sus alucinaciones. A principios de la década de 1960, Kusama comenzó a cubrir objetos tales como escaleras, zapatos y sillas con protuberancias fálicas. A pesar de la atención al detalle y lo intrínseco de sus dibujos, los terminaba rápidamente y a bulto, estableciendo un ritmo de productividad mantenido durante años.
Desde 1965, Kusama ha continuado su serie de cuartos Espejo/Infinito. Estas instalaciones, complejas, en habitaciones  hechas a la medida, se alinean con vidrios espejo y contienen pelotas de colores en neón colgadas a diferentes alturas sobre el espectador. Elevado el espacio sobre una pequeña plataforma, la luz se refleja repetidamente sobre las superficies espejo para crear la ilusión de espacio infinito.

### Nueva York: 1957-1972
Después de haber vivido en Tokio y Francia, Kusama dejó Japón a la edad de 27 años para ir a Estados Unidos. En 1957 se mudó a Seattle, donde exhibió sus pinturas en la galería Zoe Dusanne. Estuvo allí un año antes de mudarse a la Ciudad de Nueva York, como lo decía su correspondencia con Georgia O'Keeffe donde expresaba su interés por unirse a los reflectores de la ciudad y pedía consejos a O'Keefe. Durante su estancia en Estados Unidos, se granjeó reputación como líder en el movimiento avant-garde. En 1961 se instaló en su estudio en el mismo edificio que Donald Judd y de la escultora Eva Hesse; Hesse se convirtió en un amiga cercana de la artista. Kusama fue enormemente productiva en los años que siguieron y en 1966 experimentó con instalaciones independientes del tamaño de cuartos que incorporaban espejos, luces y música. Kusama consideraba a Judd y a Joseph Cornell como sus amigos y apoyo. Sin embargo, no recibía ganancias monetarias con su trabajo. Por esta época fue hospitalizada frecuentemente por exceso de trabajo, y O’Keeffe convenció a su propio marchante de comprar varias piezas para ayudar económicamente a Kusama.
Kusama organizó happenings en lugares como Central Park y el Puente de Brooklyn, donde involucraba frecuentemente la desnudez, además de estar diseñados como protesta contra la Guerra de Vietnam. En uno de ellos escribió una carta pública dirigida a Richard Nixon ofreciéndole sexo vigoroso a cambio de acabar con la guerra de Vietnam. Entre 1967 y 1969 se concentró en performances realizadas con la mayor cantidad de publicidad posible, en los que Kusama pintaba a participantes desnudos con lunares, como en la "Gran Orgía para Despertar a los Muertos" en el MoMA en 1969, que tuvo lugar en el Jardín de las Esculturas del Museo de Arte Moderno de Nueva York. En 1968, Kusama presidió el happening "Boda Homosexual" en la Iglesia de la Autodestrucción en la calle 33 Walker en Nueva York donde actuó junto con Fleetwood Mac y Country Joe and the Fish en Fillmore East, Nueva York. Abrió estudios de pintura al desnudo y un club social gay llamado Kusama ’Omophile Kompany (kok) (Kompañía omófila de Kusama (kok)).
En 1966, Kusama participó por primera vez en la Bienal de Venecia número 33. Su "Jardín de Narciso" constaba de cientos de esferas espejadas situadas en el exterior en lo que ella llamaba "alfombra cinética". Tan pronto como esta obra fue instalada en el pasto fuera del pabellón italiano, Kusama vestida con un kimono dorado, comenzó a vender cada esfera en $2 dólares, hasta que los organizadores de la Bienal pusieron fin a su "negocio". Probablemente, uno de los trabajos más notorios de Kusama es el "Jardín de Narciso" debido a la promoción de la artista en los medios, ya que fue una oportunidad para ofrecer una crítica de la mecanización y comercialización del mercado del arte. Varias versiones del "Jardín de Narciso" han sido presentadas mundialmente en diferentes localidades como Le Consortium, Dijon, en 2000; Kunstverein Braunschweig, en 2003; como parte del Whitney Biennial en Central Park, en 2004; y en el Jardín de las Tullerías en París, en 2010.
Kusama tuvo una relación sin mantener relaciones sexuales con el artista americano Joseph Cornell, el único apego amoroso de Kusama hasta la fecha.

### Regreso a Japón: 1973-2023
En 1973, Kusama regresó a Japón con mala salud; ahí comenzó a escribir novelas, historias cortas y poesía muy viscerales y surrealistas. Kusama se internó en el Hospital Seiwa para Enfermos Mentales y finalmente se convirtió en un residente permanente. Desde entonces, vive en el hospital por elección propia. El estudio donde continúa produciendo obras desde mediados de la década de 1970 está muy cerca del hospital en Shinjuku (Tokio). A Kusama se le cita frecuentemente diciendo: "Si no fuera por el arte, yo me habría quitado la vida hace mucho tiempo".  Ella continuó pintando, pero con pintura acrílica muy pigmentada sobre lienzo a gran escala. Kusama dijo sobre su pintura titulada "Flores (D.S.P.S.)" de 1954,

Un día estaba viendo el patrón de flores rojas de un mantel en la mesa, y cuando miré hacía arriba vi el mismo patrón cubriendo el techo, las ventanas y finalmente sobre todo el cuarto, mi cuerpo y el universo. Sentí como si me hubiera empezado a autodestruir, a dar vueltas en el infinito del tiempo y lo absoluto del espacio, mientras me reducía a una nada.  Cuando me di cuenta que estaba sucediendo realmente y no sólo en mi imaginación, me asusté. Sabía que tenía que huir amenazada de ser privada de mi vida por el hechizo de las flores rojas. Subí las escaleras corriendo con desesperación. Los peldaños debajo de mí comenzaron a desmoronarse y me caí de las escaleras, torciéndome el tobillo.

El lunar tiene la forma del sol, que es símbolo de la energía del mundo y de nuestra vida, y tiene también la forma de la luna, que es la quietud. Los lunares no pueden estar solos, como sucede con la vida comunicativa de la gente, dos o tres o más lunares llevan al movimiento. Nuestra tierra es sólo un lunar entre los millones de estrellas del cosmos. Los lunares son un camino al infinito. Cuando borramos la naturaleza y nuestros cuerpos con lunares, nos integramos a la unidad de nuestro entorno. Nos volvemos parte de la eternidad.

Los puntos son sólidos e infinitos. Son una forma de vida. Sol, luna, estrellas son cientos de millones de puntos. Cada ser humano es también un punto. Los puntos no pueden existir por sí mismos, solo pueden existir cuando se reúnen unos con otros. Admiro completamente su infinitud y estoy profundamente conmovida por la grandiosa presencia del universo, que está lleno de un poder misterioso.
Me siento feliz cuando realizo mis obras, cuando escribo poesía y pinto cuadros. También me siento feliz cuando contemplo el cielo azul, observo el mar abierto o conozco personas maravillosas. Agradezco el momento en el que siento que puedo aportar algo a la sociedad y puedo comprometerme con ella como artista

Sus pinturas orgánicas abstractas de uno o dos colores (las "redes Infinitas") que comenzó al llegar a Nueva York, se ganaban comparaciones con el trabajo de Jackson Pollock, Mark Rothko, y Barnett Newman. Cuando ella se fue de Nueva York, se volvió una artista olvidada hasta finales de las décadas de 1980 y 1990, cuando algunas retrospectivas revivieron el interés internacional. Seguido del éxito del pabellón japonés en el Bienal de Venecia en 1993, un cuarto brillante lleno de pequeñas esculturas de calabazas en el cual ella estuvo presente vestida con un traje de mago del mismo color que el cuarto, Kusama prosiguió a producir una gran escultura de una calabaza amarilla cubierta con un patrón óptico de lunares negros. La calabaza representaba a la artista como su alter ego o autorretrato. La instalación de Kusama Aquí estoy, pero nada" (2000–2008) es un cuarto amoblado de manera simple con una mesa puesta, sillas, botellas, sillones y alfombras, sin embargo las paredes están tatuadas con cientos de lunares fluorescentes que brillan en la luz ultravioleta. El resultado es un espacio infinito donde el ser y todo en el cuarto es destruido. La obra de varias partes Guidepost to the New Space es una serie de protuberancias redondeados de color rojo vibrante con lunares blancos, fue expuesta en el Lago Pandanus.

## Exposiciones
En 1959, Kusama tuvo su primera exposición solista en Nueva York en la Galería Brata, una cooperativa de artistas. Ella mostró una serie de pinturas de redes blancas las cuales fueron revisadas de manera entusiasta por Donald Judd (ambos Judd y Frank Stella adquirieron pinturas del show en ese momento). Desde entonces Kusama ha exhibido su trabajo con Claes Oldenburg, Andy Warhol, y Jasper Johns entre otros. Exhibió a la par de artistas Europeos como Lucio Fontana, Pol Bury, Otto Piene, y Gunther Uecker y para 1962 ella era la única artista mujer que formó parte de la aclamada exhibición grupal internacional Nul (cero) en el Stedelijk Museum en Ámsterdam.
Ella representó a Japón en el Bienal de Venecia de 1993 y de 1998 a 1999 una gran retrospectiva de sus obras hizo un tour por todo Estados Unidos y Japón de sus trabajos. Algunas de las exhibiciones más grandes de su trabajo incluyen: Kitakyushu Municipal Museum of Art en Fukuoka, Japón (1987); Centro de las Artes Internacionales Contemporáneas en Nueva York (1989); "Amor para Siempre: Yayoi Kusama,1958–1969", Museo de Arte del Condado de Los Ángeles en 1998; de 1998-1999 viajaría hacia el Museo de Arte moderno de Nueva York, al Walker Art Center, en Minnesota y al Museo de Arte Contemporáneo, en Tokio; Le Consortium, Dijon, en 2000 viajó a la Casa de la Cultura de Japón en París; Kunsthallen Brandts, Odense, en Dinamarca; Les Abattoirs, Toulouse; Kunsthalle, en Vienna; y el Centro Artsonje, en Seúl de 2001 a 2003); "KUSAMATRIX", Mori Art Museum, en Tokio, 2004 (Viajó al Art Park Museum of Contemporary Art, Sapporo Art Park, en Hokkaido); "Eternidad-Modernidad", National Museum of Modern Art en Tokio (haciendo un recorrido por Japón), 2004–2005; y "Los Años Espejeados", en el Museum Boijmans Van Beuningen, en 2008 (viajó al Museum of Contemporary Art, en Sídney, y a la City Gallery, en Wellington, Nueva Zelanda en 2009). En agosto de 2010, Kusama exhibió en el trienal de Aichi , Nagoya. Sus obras siendo exhibidas dentro, del Centro de Arte de Aichi. Para julio de 2011, varios de las obras más íntimas de Kusama están en exhibición en el Museo Reina Sofía en Madrid, España.
Como parte del Festival FINA en 2007, Kusama creó Guidepost to the New Space, una vibrante instalación al aire libre para Birrarung Marr al lado del Río Yarra en Melbourne. En 2009, los Guideposts fueron reinstalados en el Jardín Botánico Tropical Fairchild, esta vez exhibido como lomas flotantes en el lago.
Una muestra del trabajo de Kusama abrió en el Tate Modern en Londres el 9 de febrero de 2012. Descrita como "parecido a estas suspendido en un cosmos hermoso viendo hacia mundos infinitos, o como pequeños puntos de plancton fluorescente en un océano de vida microscópica brillante, la exhibición muestra trabajos de toda la carrera de Kusama.
Del 15 de julio de 2013 al 3 de noviembre de 2013, cientos de obras de la artista, incluidas docenas de sus últimas piezas fueron exhibidas en el Daegu Art Museum, en Daegu, Corea. Del 30 de junio de 2013 al 16 de septiembre de 2013, varias piezas fueron expuestas en el Museo de Arte Latinoamericano de Buenos Aires, en Argentina.
De finales de 2015 a principios de 2016 la exposición de Kusama causó estrepitoso furor en la Ciudad de México con una asistencia aproximdada de 2.000 visitantes diarios al Museo Tamayo por su exposición "Obsesión Infinita".
En 2023, del  27 de junio al 8 de octubre, se expone la retrospectiva Yayoi Kusama: desde 1945 hasta hoy  en el Museo Guggenheim Bilbao.

## Colecciones
El trabajo de Kusama se encuentra en las colecciones de los museos más importantes del mundo, incluyendo el Museo de Arte Moderno y Contemporáneo de Nueva York; el Museo de Arte del Condado de Los Ángeles; Walker Art Center, en Minnesota; Phoenix Art Museum,  en Arizona Estados Unidos; el Tate Modern de Londres; el Museo Stedelijk de Ámsterdam; Centre Pompidou en París; y el Museo Nacional de Arte Moderno de Tokio.

## Premios y reconocimientos

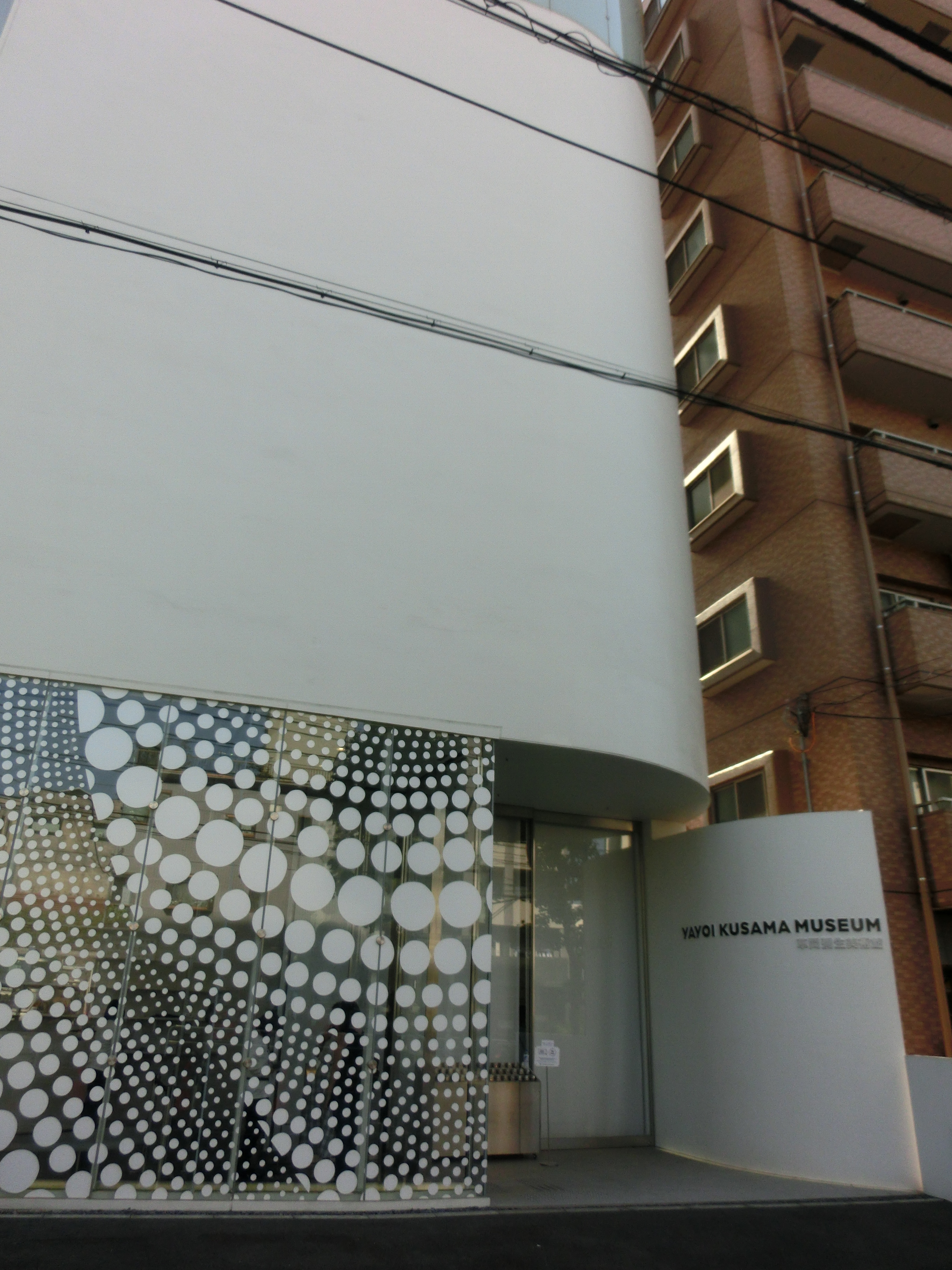
Museo Yayoi Kusama (2018)

Kusama ha recibido numerosos premios, como el Asahi Prize (2001); la Orden de las Artes y las Letras (2003); y el premio Nacional por Logros de Vida de la Orden del Sol Naciente (2006). En octubre de 2006, Kusama se convirtió en la primera mujer japonesa que recibió el Praemium Imperiale, uno de los premios más prestigiosos de Japón para artistas reconocidos internacionalmente.

## Mercado del arte
El trabajo de Kusama ha tenido una presencia muy fuerte en las subastas: los precios más altos de sus obras le pertenecen a pinturas de finales de la década de 1950 y principios de 1960. Desde 2012, su trabajo ha tenido la renovación más importante de cualquier artista femenil con vida. En noviembre de 2008, Christie's de Nueva York vendió una de las "Redes Infinitas" No. 2, en blanco de 1959 que solía pertenecerle a Donald Judd, en US$5.1 millones de dólares, un récord para una artista en vida. En comparación, el precio más alto de una de sus esculturas de sus años en Nueva York es de £72,500 (US$147,687), una creación de 1956 hecha con lana, pintura, pasta y ganchos para ropa titulado Chamarra Dorada de Macarrones en Sotheby's de Londres en octubre de 2007. Una calabaza de plástico reforzado de fibra de vidrio ganó $264,000 dólares, el mayor precio por una de sus esculturas, vendido en Sotheby’s en 2007.
En la década de 1960, la galería Gres de Beatrice Perry jugó un papel importante en el establecimiento de la carrera de Kusama en los Estados Unidos. Ota Fine Arts, el marchante de muchos años de Kusama en Tokio, ha trabajado con la artista desde 1980. Desde 2007, a Kusama también la representa la galería Victoria Miro y por David Zwirner. Kusama dejó la Galería Gagosian a finales de 2012; antes de estar en la Gagosian, ella había estado en la Galería Robert Miller, en Nueva York. Su trabajo: 'Flame of Life - Dedicated to Tu-Fu (Du-Fu)' se vendió en US$960,000 en el Art Basel/Hong Kong en mayo de 2013, el precio más alto pagado en la historia del show.

## En la cultura popular
- Superchunk, una banda indie de Estados Unidos, incluía una canción llamada "Clase de Arte (canción para Yayoi Kusama) en su álbum Here's to Shutting Up.
- Yoko Ono cita a Kusama como influencia.
- El Centro de Artes Actuadas Matsumoto en su ciudad, diseñado por Toyo Ito, tiene un fachado cubierta con puntos como influencia de sus obras.
- Se le menciona en la letra de la canción "Hot Topic" de Le Tigre.
- En 2013 el dúo británico indie-pop The Boy Least Likely To hizo una canción como tributo a Yayoi Kusama.[38] Ellos escribieron en su blog que admiraban el trabajo de Kusama porque ella expone sus miedos en él, algo que ellos mismos hacen de vez en cuando.[39]
- The Nels Cline Singers le dedicaron a Kusama la canción "Macroscopic (for Kusama-san)" de su álbum de 2014, Macroscope.[40]
- Peter Gabriel hace uso de sus instalaciones y de sus formas fálicas y puntos en el videoclip de la canción «Lovetown», perteneciente a la Banda Sonora Original de la Philadelphia del año 1994.
- Luxury Lifestyle 'en Vogue' Naanii Global: reconocimiento 2016, Top Artists.[41]

### Estudios sobre su obra
- Udo Kultermann, La creación de una visión femenina del mundo: el arte de Yayoi Kusama.